# بهترین نیات
بهترین نیات (سوئدی: Den goda viljan) فیلمی به کارگردانی بیله آگوست است که در سال ۱۹۹۲ منتشر شد. از بازیگران آن می‌توان به ماکس فون سیدو اشاره کرد.

این فیلم در جشنواره فیلم کن ۱۹۹۲ توانست نخل طلا جشنواره را از آن خود کند و در همان جشنواره پرنیلا آگوست به عنوان بهترین هنرپیشه زن انتخاب شد.

## داستان
هنریک دانشجوی رشته الهیات است و خانواده فقیری دارد. درحالی که خانواده صمیمی‌ترین دوستش ارنست ثروتمند هستند. هنریک علی‌رغم رابطه با پیشخدمتی به نام فریدا، در دام عشق آنا، خواهر ارنست گرفتار می‌شود. خانواده آنا با این رابطه مخالفت می‌کنند ولی پس از مدتی و مرگ پدر آنا، آنها می‌توانند ازدواج کنند. به دلیل شغل هنریک آنها به شمال سوئد نقل مکان می‌کنند. پس از چند سال، آنا شرایط زندگی در منطقه روستایی را نمی‌تواند تحمل کند و به زادگاه خویش بازمی‌گردد.